# Gonomyia (Leiponeura) puckowe
Gonomyia (Leiponeura) puckowe is een tweevleugelige uit de familie steltmuggen (Limoniidae). De soort komt voor in het Australaziatisch gebied.